# Выдвиженчество
Выдвиженчество — способ формирования в РСФСР, затем в СССР прослойки управленческих кадров в 1920—1930-х годах с целью замены старого корпуса руководителей всех звеньев управления людьми, которые безоговорочно поддерживали советскую власть и безоговорочно воплощали в жизнь все установки коммунистической партии. Наибольший размах выдвиженчество приобрело в 1920-х годах, когда по решению ВКП (б) было проведено несколько массовых кампаний с указанием контрольных цифр и направлений выдвижения управленческих кадров. На оплачиваемую постоянную руководящую работу в хозяйственные, советские, кооперативные и общественные организации направлялись рабочие и малоимущие крестьяне из числа активистов. Приоритет отдавался социальному происхождению, а не образованию и профессии. Негативным следствием выдвиженчества было резкое уменьшение среди управленцев удельного веса лиц с высшим и средним специальным образованием. С развитием плановой системы подготовки управленческих кадров в 1930-е годы кампании массового выдвиженчества стали ненужными.